# Windows Fundamentals for Legacy PCs

Windows Fundamentals for Legacy PCs（WinFLP）是微软公司於2006年7月8日發表的精簡客戶端（Thin client）版本Windows XP。它在2005年中開發時用了Eiger和Mönch 這兩個開發代號。
微軟開發這個精簡客戶端的目的，主要是協助企業把舊有的電腦過渡至可執行只適用於Windows XP的新軟件，例如由香港政府推出的2001年版HKSCS支援。作為Win9x與WinXP的過渡系統，WinFLP可於比較舊的硬體上運行，但由於其核心仍然與Windows XP SP2相同，所以所有適用於Windows XP的軟體都可以在WinFLP上運行。不過，其功能只維持最基本的能力，例如Windows 防火牆、群組原則（Group Policy）、Windows Update及其他管理功能之類。一般日常使用的應用軟體，都要透過執行遠端桌面協定來執行安裝於伺服器的軟件。所以，其實這套作業系統只是把企業內的舊電腦變成一台以WinXP為基礎的无盘工作站。

WinFLP不會作公開發售，只是純粹為企業用戶訂購而發送。

## 特性
- 去除了控制台环境下的第一步（蓝屏）安装过程，并基本上一直用图形界面引导用户。
- 采用镜像復原安装，速度大大提高，也减少了电脑的负担（與Windows Vista相似）。
- 安裝模式，有 最小化／典型／全部／自定義 的自行選擇之選項。
- 安裝组件，有 Additional Driver Support、Internet Explorer、Language Support、Local Management Support、Windows Help Files、Windows Media Player、Windows Messenger 的自行選擇之選項。部份组件比WinXP专业版没有任何减少（如果全选的话），當然遊戲的附件就減去了。
- 對管理員密碼默認啟用了複雜度要求，要求至少6個字符的長度，必須包括以下四項的三項：大寫字符、小寫字符、數字、符號，而且不能包含用戶的名字。
- 由於發行较晚，不但没有缩水，反而有了很多改进。WinXP中的許多错误已得到修正，驱动程序也是更新过的，死机和无法挽救性错误少了很多。
- 预设置更为合理，计算机会得到令人惊喜的启动速度和运行效率。
- 视觉效果、壁纸、屏幕保护等等，几乎完全被精简掉了。
- 登錄模式與2003方式相同，需使用 Ctrl+Alt+Del。
- Windows Vista的痕迹（WinFLP里面“有Vista的影子”）。例如采用Windows Vista的WIM安装方式，以及一些不可捉摸的改进。
- 部份軟件（如Microsoft Office XP、Windows Live Messenger 8.x）有兼容問題。
- 不支持拨号上网。可以安装Modem驱动和创建连接，但拨号时出现错误633。

## 最低系統要求
- 64MB的RAM（建議128MB）
- Pentium等級的中央處理器
- 500MB的硬碟空間（建議1GB）
- 800×600或更高的螢幕解析度
- 網路卡

## 外部連結
- Microsoft Delivers 'Eiger' Lean Client
- Windows Fundamentals for Legacy PCs for Software Assurance - Information from Microsoft on this release
- Terminal Server Progress and Commitment - PDF presentation; WinFLP is described at the end
- Exclusive: Microsoft Windows XP Codenames: "Eiger" and "Mönch" - partial specs on Eiger and Mōnch.
- Test of Microsoft's Windows Fundamentals for Legacy PCs at Bink.nu
- Screenshot gallery at Bink.nu